# Медаль «Спешите делать добро»
Меда́ль «Спеши́те де́лать добро́» — ведомственная награда Уполномоченного по правам человека в Российской Федерации, учреждённая распоряжением Уполномоченного по правам человека в Российской Федерации № 17 от 18 июля 2005 года.

## Положение о медали
Награждение медалью Уполномоченного по правам человека в Российской Федерации «Спешите делать добро» производится за большой вклад в дело защиты прав и свобод человека и гражданина, закреплённых Конституцией Российской Федерации, Всеобщей Декларацией прав человека и Европейской Конвенцией о защите прав человека.
Медалью награждаются:
- граждане Российской Федерации;
- юридические лица;
- иностранные граждане;
- лица без гражданства.

Ходатайство о награждении медалью могут представляться:
- государственными органами и органами местного самоуправления;
- общественными правозащитными объединениями (организациями);
- коллективами учебных, научных организаций, предприятий, учреждений, организаций независимо от их организационно- правовых форм;
- Президиумом Экспертного Совета при Уполномоченном по правам человека в Российской Федерации.

Представление к награждению медалью по форме согласно приложению вносится Комиссии по награждению ежегодно до 20 октября и должно содержать:
- сведения о кандидате представляемого к награждению: описание его конкретных заслуг в области защиты прав человека;
- полные сведения об юридическом лице, представляющей кандидата к награждению.

Решение о награждении принимается специально создаваемой Комиссией, оформляется протоколом и утверждается Уполномоченным по правам человека в Российской Федерации.
Награждение производится 10 декабря — в День празднования принятия Всеобщей декларации прав человека.

## Правила ношения
Медаль «Спешите делать добро» носится на левой стороне груди и располагается ниже Государственных наград СССР и Российской Федерации.

## Описание медали
Медаль имеет форму правильного круга диаметром 32 мм. Медаль крепится снизу на прямоугольную колодку размером 30 мм на 20 мм, белого цвета, дополненной тонкой жёлтой полосой вдоль её правого края, сдвоенной такой же сине-красной полосой вдоль левого края.
Обе стороны медали изготавливаются из жёлтого металла.
На лицевой стороне расположены перекрещивающиеся ленты. Сверху лент по центру помещено контурное изображение территории Российской Федерации с надписью в три строки «СПЕШИТЕ ДЕЛАТЬ ДОБРО», буквы жёлтого цвета. В правой нижней части помещено изображение лавровой ветви.
На оборотной стороне медали находится изображение эмблемы Уполномоченного по правам человека в Российской Федерации.
По окружности медали расположена надпись: «Уполномоченный по правам человека в РФ».
Все изображения и надписи рельефные.

## Награждённые медалью
Почётной медали № 001, 10 декабря 2005 года, был удостоен сам учредитель награды Владимир Лукин — Уполномоченный по правам человека в Российской Федерации (с 2004 по 2014 годы).
Он получил медаль за то, что «поощряет веру людей в себя и за то, что сделал так много для людей с „неограниченными“ возможностями». Под людьми с «неограниченными возможностями» подразумевались российские паралимпийцы, которые смогли перешагнуть режим «ограниченных возможностей» и добиться впечатляющих спортивных результатов.
В дальнейшем, традиционно приурочив награждения к 10 декабря — празднованию Дня прав человека, медалью было награждено множество достойных людей:
- Абрамкин В. Ф.[3] (7 декабря 2012 года) — общественный деятель, правозащитник, член Московской Хельсинкской группы. Борец за права заключённых и гуманизацию системы исполнения наказаний;
- Авдеев Р. И. (7 декабря 2012 года) — бизнесмен, единственный бенефициар Московского кредитного банка. Воспитывает 23 детей: 6 родных и 17 приёмных[4];
- Богораз Л. И.[5] (11 декабря 2008 года, посмертно) — лингвист, правозащитница, публицист, председатель Московской Хельсинкской группы;
- Воробьёв А. И. (7 декабря 2012 года) — учёный-гематолог. Первый министр здравоохранения Российской Федерации. Поддерживает инициативу финансирования дорогостоящих видов лечения;
- Глинка Е. П. (17 декабря 2014 года) — широко известна под псевдонимом Доктор Лиза. Филантроп. Вывезла из Донбасса не одну группу тяжелораненых детей;
- Горбаневская Н. Е. (11 декабря 2008 года, посмертно) — поэтесса, переводчица, правозащитник, участница диссидентского движения в СССР;
- Корнева З.А. (10 декабря 2020 года) — ветеран Великой Отечественной войны. Весной 2020 года в разгар пандемии коронавируса организовала сбор средств для семей врачей, погибших от COVID-19. В рамках проекта помощь была оказана более чем 150 семьям врачей из разных регионов страны;[6]
- Разумов А. Я.[7] (10 декабря 2013 года) — историк, специалист по периоду массовых репрессий в СССР, составитель книги памяти жертв сталинских репрессий «Ленинградский мартиролог» и базы данных «Возвращённые имена», руководитель центра «Возвращённые имена» при Российской национальной библиотеке, один из создателей и историк мемориала «Левашовская пустошь»;
- Струве Н. А.[8] (12 декабря 2011 года) — французский русист, издатель и переводчик, исследователь проблем русской эмиграции и культуры России;
- Султангабиев С. Г. (17 декабря 2014 года) — офицер внутренних войск МВД России, полковник, Герой Российской Федерации. Спас своего подчинённого при взрыве боевой гранаты;
- Ткаченко И. Л.[9] (12 декабря 2011 года, посмертно) — российский хоккеист. Выступал за ярославский клуб «Локомотив». Погиб в авиакатастрофе. Регулярно перечислял денежные средства на благотворительные нужды.

По состоянию на 10 декабря 2015 года на медаль Уполномоченного по правам человека в Российской Федерации «Спешите делать добро» были номинированы более 500 человек, 90 из них стали лауреатами, 12 человек были награждены посмертно.